# Beijiang
Beijiang (kinesiska: 北疆, 北疆乡) är en socken i Kina. Den ligger i provinsen Heilongjiang, i den nordöstra delen av landet, omkring 590 kilometer norr om provinshuvudstaden Harbin. Antalet invånare är 3 032. Befolkningen består av 1 409 kvinnor och 1 623 män. Barn under 15 år utgör 9,0 %, vuxna 15-64 år 83 %, och äldre över 65 år 7,0 %.
Runt Beijiang är det ganska glesbefolkat, med 34 invånare per kvadratkilometer. Det finns inga andra samhällen i närheten. Omgivningarna runt Beijiang är en mosaik av jordbruksmark och naturlig växtlighet.